# 维尔纳茨基大道区
维尔纳茨基大道区（俄語：район Проспект Вернадского）是莫斯科西行政区的一区，面积4.65平方公里，人口65,316人。维尔纳茨基大道站和革新家站位于该区内。它与罗蒙诺索夫区、奥布鲁切夫区、奥恰科沃-马特韦耶夫斯科耶区、拉缅基区和特罗帕廖沃-尼库利诺区接壤。